# Nyamyn Jagvaral
Nyamyn Jagvaral fue presidente de Mongolia, del periodo de 23 de agosto de 1984 a su fecha de terminación en 12 de diciembre de 1984. Este presidente fue elegido mediante el partido Partido Revolucionario Popular.
Fue el undécimo presidente de Mongolia, aunque lo hizo como presidente interino y por eso no fue tomado como tal. 